# Grand Barachois
Grand Barachois is een zoute lagune in het zuiden van het eiland Miquelon, behorend tot het Franse overzeese gebied Saint-Pierre en Miquelon in de Atlantische Oceaan. De lagune beslaat een oppervlakte van ongeveer 0,168 km2.
Grand Barachois biedt een rust- en broedplaats aan vele zeevogels, waaronder honderden papegaaiduikers en ook vele zeehonden komen hier ieder jaar samen.